# Розен, Фёдор Фёдорович (отец)
Барон Фёдор Фёдорович (Фридрих Отто) Розен (нем. Friedrich Georg Otto von Rosen), (1767—1851), генерал-лейтенант.

## Биография
Фёдор фон Розен родился 28 июня 1767 года в Ревеле; из дворянского рода Розенов. Отец — подполковник барон Федор Федорович (Фридрих Густав) Розен (1740—1817), мать — Софья Адамовна, урожденная фон Дерфельден (1741—1817).
Записанный в 1777 году рядовым в Преображенский лейб-гвардии полк, он вскоре был переведен оттуда в Измайловский полк, где через два года произведен был в сержанты, но все это время оставался, до 18-летнего возраста, дома и воспитывался под надзором отца; лишь в 1785 году явился он в полк и в 1789 г. выпущен был, с чином капитана, в 4-й батальон новоучрежденного Эстляндского егерского корпуса.
В следующем году батальон этот поступил в состав десантных воск на гребной флот, назначенный действовать против шведов под начальством принца Нассау-Зигена. Розен участвовал в сражениях: 22 июня в Биорке-Зунде, близ Выборга, и 28 при Роченсальме. После этого он находился в походах 1792 и 1794 гг. против Польских конфедератов и, был при взятии Вильны 31 июля 1794 года.
16 марта 1795 года он перешел в Санкт-Петербургский гренадерский полк, в котором 23 декабря 1798 года был произведен в майоры; 17 марта 1804 г. он был назначен плац-майором в Ревель, 6 декабря 1804 года был произведен в подполковники, а 20 марта 1805 г. назначен был полковым командиром Санкт-Петербургского гренадерского полка.
Когда готовилась война с Наполеоном, С.-Петербургский полк поступил в корпус графа Толстого, назначенный для высадки в Шведскую Померанию. В середине сентября 1805 года, после бурного плавания, вышел он на берег в Штральзунде, где было сборное место корпуса графа Толстого. Оттуда в начале ноября корпус пошел в Ганновер, заняв который граф Толстой готовился идти далее для соединенных действий с Англичанами и Шведами, но весть о поражении нашей армии под Аустерлицем изменила ход дел,—и вверенные графу Толстому войска получили повеление возвратиться в Россию сухим путём через Пруссию.
В октябре 1806 года началась вторая война с Наполеоном, и Санкт-Петербургский полк, вместе с другими полками 2-й дивизии, получил повеление идти к Олите, между Юрбургом и Гродно, и состоять в корпусе барона Бенигсена. Во второй половине октября войска Беннигсена перешли Неман у Гродно и остановились у Остроленки. Во время Пултуского сражения 14 декабря Розен был на правом крыле, а после этой битвы он со своим полком отправился через Остроленку, Тыкочин, Гейльсборн и Морунген к Янкову, оттуда через Вольфедорф и Ландсберг к Прейсиш-Эйлау, где в кровопролитной битве 26-27 января 1807 года сражался на левом крыле и был ранен в левую руку, почему не мог более участвовать в кампании.
Во время лечения Розен был произведён, 12 декабря 1807 года, в полковники и, по выздоровлении, в августе и сентябре 1808 года находился при защите береговых укреплений Балтийского порта против блокировавших его английских и шведских военных кораблей. Следующие затем два года Розен стоял с полком в Кобрине, а 17 января 1811 года был назначен шефом нового Литовского пехотного полка, который сформировался в Свеаборге, и, вместе с Невским пехотным полком, составил 2-ю бригаду 2-й пехотной дивизии генерал-майора Демидова.
После вторжения Наполеона в пределы Российской империи, принимал участие в ряде битв Отечественной войны 1812 года.
Изгнав неприятеля из России, принял участие в заграничном походе русской армии, за отличия в котором произведён был в генерал-майоры.
25 декабря 1815 года был назначен командиром 3-й бригады 14-й пехотной дивизии в 1-м пехотном корпусе, а 20 сентября 1821 г., по слабости здоровья, отчислен по армии, при которой и состоял до назначения своего, 12 мая 1832 года, Севастопольским комендантом; 2 апреля 1833 г. произведенный в генерал-лейтенанты, он, 9 января 1838 г., награждён был орденом Святого Владимира 2-й степени, а 9 февраля 1842 года был уволен по собственному прошению от комендантской должности с оставлением по армии и с тех пор жил в Ревеле, где и умер 5 июля 1851 года.
Его сын Фёдор (1808—1854) посвятил себя государственной службе став председателем Комитета об иностранных поселенцах Южного края России и дослужился до чина действительного статского советника.

## Награды
- Орден Святого Владимира 4-й степени (22 сентября 1802)[4]